# Alphonse Périn
Pour les articles homonymes, voir Périn.
Alphonse Périn, né à Reims le 12 mai 1798, et mort à Paris (9e arrondissement) le 6 octobre 1874, est un peintre français.

## Biographie
Alphonse Henri Périn, fils de Lié Louis Périn, est l’auteur, en 1833, des peintures murales de la chapelle de l’Eucharistie de l'église Notre-Dame de Lorette à Paris. Il est également architecte et historien.
Périn entre à l’École des beaux-arts de Paris le 31 janvier 1817 dans les ateliers de Pierre-Narcisse Guérin et de Jean-Victor Bertin. Il réside à Rome pendant neuf ans et y devient l’ami et le collaborateur de Victor Orsel. Celui-ci eut sur lui une influence décisive et l’amena à abandonner le paysage historique dans la manière de Nicolas Poussin, auquel il s’était jusqu’alors attaché, pour l’étude de la figure. Il expose au Salon de 1827 à 1859, il obtient une médaille de deuxième classe en 1827, et est nommé chevalier de la Légion d’honneur le 6 août 1854, et chevalier de l’ordre de Léopold. La décoration de la chapelle de l’Eucharistie dans l’église Notre-Dame-de-Lorette à Paris est son œuvre capitale. Il employa sur ce chantier, ainsi que son ami Victor Orsel, un élève d'Ingres, Michel Dumas.
Alphonse Périn est lauréat en 1821 d'un troisième prix de Rome dans la catégorie du paysage historique.

## Publications
- Le sculpteur suédois Fogelberg, imprimerie E. Chunot, Paris, 1855, 4 pages (extrait de l'Athenaeum français)
- Œuvres diverses de Victor d'Orsel (1795-1850) : mises en lumière et représentées par Alphonse Périn et terminées par Félix Périn, Rapilly, Paris, 1852-1878, 2 volumes

## Source
- Emmanuel Bénézit, Dictionnaire critique et documentaire des peintres, vol. 8, Gründ, 1976